# Lars Lidberg
Lars Georg Lidberg, född 1 mars 1935 i Sankt Pers församling, Vadstena i Östergötlands län, död 30 augusti 2005 i Engelbrekts församling i Stockholms län, var en svensk psykiater. 
Lidberg blev medicine licentiat vid Uppsala universitet 1963, filosofie kandidat vid Stockholms universitet 1968, medicine doktor i Stockholm 1974 och docent i rättspsykiatri 1975. Han var underläkare vid olika medicinska och kirurgiska kliniker 1958–1964, bataljonsläkare vid FN i Gazaremsan 1963, på Cypern 1966, forskningsläkare på laboratoriet för klinisk stressforskning 1968–1972, innehade olika psykiatriska läkarförordnanden 1973–1974, var biträdande överläkare vid psykiatriska kliniken på Karolinska sjukhuset 1975–1977 samt professor i psykiatri, särskilt social- och rättspsykiatri, vid Karolinska institutet från 1977. 
Lidberg var föredragande i Socialstyrelsens rättsläkarråd 1972–1981, ledamot 1981–1992, sekreterare i Rättspsykiatriska föreningen 1967–1970, ordförande 1976–1985, Svenska psykiatriska föreningens rättspsykiatriska sektion 1985, ledamot av Socialstyrelsens vetenskapliga råd 1981, ämnesexpertgrupp 1978, utskrivningsnämnden för Karsuddens sjukhus 1980–1991, Birgittas sjukhus 1985-1991, styrelsen för Kriminalistföreningen 1980–1989 och International Academy of Law and Mental Health. Han var korresponderande ledamot av Finska psykiatriska föreningen och fellow av The Royal Society of Medicine. Han invaldes 1999 som ledamot av Kungliga Krigsvetenskapsakademien.
Lidberg författade skrifter i patologi, stressforskning, militärmedicin, psykiatri, sexologi och psykofysiologi, däribland Lärobok i rättspsykiatri (tillsammans med Jan Freese 1973), Rätt och psykiatri (tillsammans med Jan Freese 1985).